# Ijaws
Els ijaws (o ijos o izons) són un grup de pobles indígenes o de grups humans la majoria dels quals viuen als estats de Bayelsa, Rivers i l'estat del Delta,al delta del riu Níger, al sud de  Nigèria. També hi ha ijaws als estats d'Akwa Ibom, d'Edo i d'Ondo. També hi ha emigrants pescadors ijaws al llarg de l'Àfrica Occidental, des de Sierra Leone fins al Gabon.
S'estima que hi ha uns 15 milions d'ijaws. Aquests van viure a les zones de les rutes del comerç atlàntic d'esclaus i han estat connectats amb altres continents des del segle xv. Goodluck Jonathan, l'actual president de Nigèria és un ijaw.

## Llengua
→ Llegiu l'article principal sobre Llengües ijo.
Els ijaws parlen llengües nigerocongoleses que són considerades com de la branca de les llengües ijoid. Les llengües ijo se separen en les llengües ijo orientals i les llengües ijo occidentals. La llengua ijo més parlada és l'izon. Hi ha dos principals grups de llengües ijo, el que inclou les llengües occidentals o central (izon) i que són parlades per les tribus ekeremor, sagbama, bassan, apoi, arogbo, boma, kabo, ogboin, tarakiri i kolokuma-opokuma (Yenagoa). Els nembes, brass i akasses parlen l'ijo del sud-est i els busenis i els okordies parlen l'ijo inland.
L'altre grup lingüístic principal ijaw és el kalabari, que és considerat com ijo oriental. Els kalabaris són un dels clans ijaw que viuen a l'est del delta del riu Níger (com els abonnemes, els bugumes, els bakanes, els degemes, etc.) que conformen un grup de població important de l'estat de Rivers. Altres clans ijaws orientals són els okrikes, els ibanis i els nkoroos.
Altres subgrups ijaws que tenen llengües diferents però que tenen lligams molt estrets amb ells són els epies, els engennis i els degemes. Aquests grups humans parlen llengües epoid. Els ogbies i els andonis parlen llengües del riu Cross.
A la dècada del 1980 es va descobrir que a Guyana es parla l'holandès crioll berbice, una llengua gairebé extingida que està basada en el lèxic i la gramàtica ijo.

## Orígens
Els ijaws viuen al delta del riu Níger des dels orígens dels temps. Però es desconeix molt sobre aquest període. Tradicionalment, es diu que els seus primers ancestres van descendir del cel (es creu que el seu origen diví prové d'Orus) i aquests eren devots d'una cultura espiritual. Posteriorment s'ajuntaren amb altres ancestres "Kumori-Orus" entre el 400 i el 650 a de C. que es van assentar a les regions de Nupe i de Borgu i que van anar a la regió de Benin. Des d'aquí, van colonitzar el delta del riu Níger. Al segle xix els ijaws eren coneguts amb dos noms: Kumoi i Oru. Els europeus van considerar el nom oru com diferent del terme ijaw. Els ermes ijo i izon van estar relacionats amb els ijaws des de sempre i es creu que aquest provenia d'un nom personal d'un ancestre conegut com a Ujo.

## Tribus
El grup humà ijaw consisteix en 40 tribus afiliades. Aquests clans tenen llaços culturals comuns i tradicions religioses semblants.
| Nom                   | Estat                         | Noms Alternatius    |
| --------------------- | ----------------------------- | ------------------- |
| Akasses               | Bayelsa                       | Akahes, Akases      |
| Andonis               | Rivers / Akwa Ibom            | Obolos              |
| Apois orientals       | Bayelsa                       |                     |
| Apois occidentals     | Ondo                          |                     |
| Arogbos               | Ondo                          |                     |
| Bassans               | Bayelsa                       | Basans              |
| Billes                | Rivers                        | Biles, Bilis        |
| Bumos                 | Bayelsa                       | Bomes, Bomos        |
| Bonnys                | Rivers                        | Ibanis, Ubanis      |
| Bisenis               | Bayelsa                       | Busenis             |
| Egbemes               | estat del Delta / estat d'Edo |                     |
| Ekeremors             | Bayelsa                       | Operemors, Ekeremos |
| Ekpetiames            | Bayelsa                       |                     |
| Engennis              | Rivers                        | Ngenis              |
| Epies                 | Bayelsa                       |                     |
| Furupaghes            | estat d'Edo                   |                     |
| Gbaranmatus           | estat del Delta               | Gbaranmatus         |
| Gbarans               | Bayelsa                       | Gbarain             |
| Iduwinis              | estat del Delta               |                     |
| Isabes                | estat del Delta               |                     |
| Kabos                 | estat del Delta               | Kaboweis, Kabous    |
| Kalabaris             | Rivers                        |                     |
| Kolokumes             | Bayelsa                       |                     |
| Kules                 | Rivers                        |                     |
| Kumbos                | estat del Delta               | Kumboweis           |
| Meins                 | estat del Delta               |                     |
| Nembes                | Bayelsa                       |                     |
| Nkoroos               | Rivers                        | Kala Kirikes        |
| Obotebes              | estat del Delta               |                     |
| Odimodis              | estat del Delta               |                     |
| Ogbes                 | estat del Delta               | Ogbe-Ijohs          |
| Ogbies                | Bayelsa                       |                     |
| Ogboins               | Bayelsa                       |                     |
| Ogulaghes             | estat del Delta               | Ogules              |
| Okordies              | Bayelsa                       | Okodia, Akites      |
| Okrikes               | Rivers                        | Wakirikes           |
| Olodiames orientals   | Bayelsa                       |                     |
| Olodiames occidentals | estat d'Edo                   |                     |
| Opobos                | Rivers                        |                     |
| Opukumes              | Bayelsa                       |                     |
| Oporomes              | Bayelsa                       | Oporomos            |
| Orumes                | Bayelsa                       | Tugbenes            |
| Oyiakiris             | Bayelsa                       | Benis               |
| Seimbiris             | estat del Delta               |                     |
| Tarakiris orientals   | Bayelsa                       |                     |
| Tarakiris occidentals | estat del Delta               |                     |
| Tungbos               | Bayelsa                       |                     |
| Tuomos                | estat del Delta               |                     |
| Ukomus                | estat d'Edo                   |                     |
| Zarames               | Bayelsa                       |                     |

## Feines tradicionals

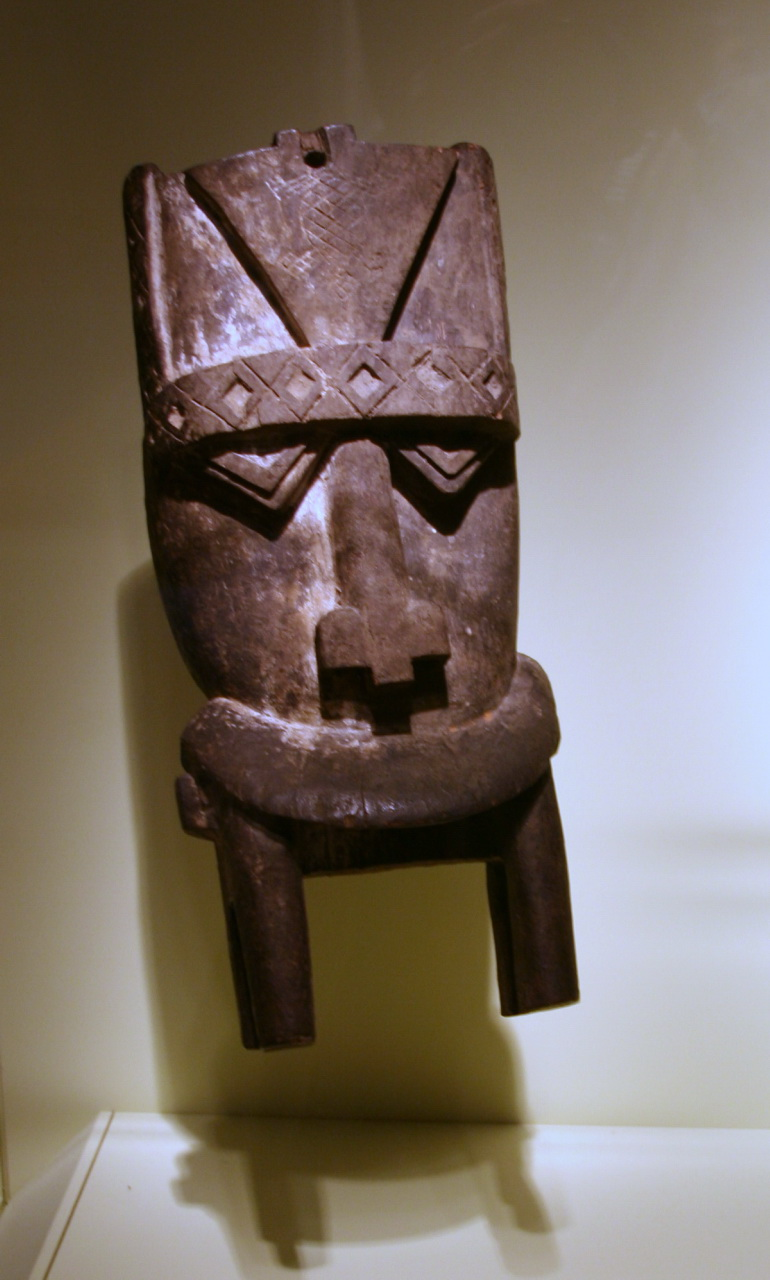
Una màscara ijaw.

Els ijaws foren un dels primers grups humans de l'actual Nigèria que va tenir contacte amb als europeus i van participar activament amb el comerç d'esclaus atlàntic. Ells van procurar esclaus als europeus que els anaven a buscar a la costa de l'Àfrica Occidental. A banda de fer guerres amb altres africans per a capturar esclaus, la pesca i l'agricultura eren les seves altres ocupacions tradicionals.
Com a poble que vivia a la costa, molts ijaws treballaven en la pesca i en el comerç marítim a principis del segle xx. A partir de la descoberta de petroli, molts ijaws es dediquen a la seva explotació.
A les dècades del 1970 i del 1980 molts ijaws han emigrat a Europa i Amèrica del Nord. La pobresa de la terra a la zona del delta del riu Níger ha contribuït a aquest exili econòmic.

## Estil de vida
Els ijaws són sobretot pescadors, però també tenen l'agricultura com a ocupacions suplementàries. Planten arròs, plàtans, nyam, cocoyam, bananes i altres fruites tropicals com guaiaber, mango i ananàs. També produeixen per a l'exportació oli de palma, fusta i llavors de palma.
Alguns dels clans ijaws (akasses, nembes, kalabaris, okrikes i bonnys) tenen una societat estratificada i altres no tenien una forma de govern centralitzada fins a l'arribada dels britànics. Tot i això, la influència del veí regne de Benín va fer que les comunitats del delta del riu Níger també tenen caps i governs centrals a nivell local.
Els matrimonis són completats amb el pagament de l'aixovar que és més gran si l'esposa prové d'un altre poblat. Les cerimònies funeràries, sobretot dels que han acumulat riquesa i respecte, són molt dramàtiques. Les pràctiques religioses tradicionals giren entorn dels esperits de l'aigua del riu Níger i sobre el tribut dels seus ancestres.

## Religió i pràctiques culturals
En l'actualitat la majoria dels ijaws (95%) són cristians, sobretot catòlics i anglicans. Els ijaws també tenen pràctiques religioses tradicionals pròpies. La veneració dels ancestres té un paper central en la religió tradicional ijaw i el seu panteó és dominat per esperits de l'aigua coneguts com a owuamapu. A més a més, els ijaws tenen pràctiques en la que s'interroguen els difunts recents sobre les causes de la seva mort; aquesta art endevinatòria s'anomena igbadai.
Les creences religioses ijaws es basen en els esperits de l'aigua, amb els quals els humans tenen lligams personals. El rol del sacerdot en el sistema de creences tradicional és el de procurar que els esperits de l'aigua ajudin als humans. Les mascarades són una part important dels ritus ijaws. Aquests elaboren màscares molt treballades i dansen en honor dels esperits de l'aigua. En les mascarades els ijaws es posen en contacte amb els esperits mitjançant les danses i la música.
Els ijaws també tenen pràctiques rituals d'aculturació en les que un individu d'un altre grup humà pot esdevenir ijaw si fa els ritus d'iniciació propis.

## Gastronomia
Els ijaws tenen una gastronomia pròpia. En aquesta destaca el peix i els fruits del mar, així com en nyam i el plàtan. Alguns dels plats tradicionals són:
- Polofiyai: una sopa feta de nyam i oli de palma.
- Kekefiyai: un potatge fet amb plàtans, peixos i fruits del mar i oli de palma.
- Peix fregit o rostit amb plàtan, fregit amb oli de palma i servit amb plàtans fregits.
- Gbe: Fruit de l'arbre de palma assecat, fregit.
- Kalabari "sea-harvest" fulo: sopa de peix amb fufu, arròs i nyam.

## Identitat ètnica
Els ijaws estan organitzats en confederacions que cooperen entre si per a defensar-se dels altres pobles veïns. Els ijaws es veuen a si mateixos com una nació coherent que té lligams de llengua i cultura. Aquesta tendència a un nacionalisme ètnic ha estat encoratjada per les lluites en contra de la degradació mediambiental que ha provocat l'explotació del petroli de la regió del delta del riu Níger i per l'estat federal nigerià que ha vist els ijaws com una unitat. Aquests també s'han afirmat com una unitat a través de diversos conflictes.

### Conflictes ijaws-itserikis
A la ciutat de Warri hi ha hagut episodis de conflictes dels ijaws amb els iserikis que ha estat coneguda com la Crisi de Warri.

### Conflicte del petroli o conflicte del delta del Níger
El desembre del 1998 la Ijaw Youth Conference va cristal·litzar la lluita amb la formació de l'Ijaw Youth Movement (IYM) i la Declaració de Kaiama. En aquesta, els joves ijaws critiquen la pèrdua del control de les seves terres tradicionals degut a l'explotació de les companyies petrolieres. Els ijaws demanen que aquestes companyies suspenguin les seves operacions en el territori ijaw i comencen una lluita pacífica per la llibertat, l'autodeterminació i la justícia ecològica. Aquest conflicte es coneix com a Conflicte del delta del Níger o Crisi del petroli de Nigèria.
El desembre del 1998 dos vaixells de guerra i 15.000 soldats nigerians van ocupar els estats de Bayelsa i del Delta. L'exèrcit va ocupar Yenagoa per a atacar els joves que volien aturar les companyies petrolieres. El matí del 30 de desembre dos mil joves van acudir a manifestar-se a Yenagoa, vestits de negra, ballant i cantant. Els soldats van atacar-los amb rifles, armes de foc i gas lacrimogen i van matar almenys 3 manifestants i en van arrestar vint-i-cinc. El 28 de desembre del 1998, el cap dels rebels, el Cap Onwinkron Ibe es va cremar viu com a forma de protesta. Els militars van declarar l'estat d'emergència a tot l'estat de Bayelsa i van envair cases privades.
El 4 de gener del 1999 un centenar de soldats van atacar les comunitats ijaws d'Opia i d'Ikiyan, a l'estat del Delta. Un miler d'habitants d'aquestes dues poblacions foren trobats morts i molts altres van ser considerats desapareguts. Aquests soldats també van destruir canoes i equipaments de pesca i van destruir esglésies i capelles.
Tot i això, l'Operació contra el Canvi Climàtic va continuar i va aturar l'explotació dels camps de petroli al territori ijaw. El 20 de novembre del 1999 l'estat nigerià va provocar la massacre d'Odi, en la que l'exèrcit nigerià va matar uns 2500 civils.
Posteriorment, els ijaws han fet altres accions no violentes i atacs militaritzats contra instal·lacions petrolíferes.

### Organitzacions ijaws
- Ijaw Youth Council.
- Ijaw National Congress.
- Ijaw Elders Forum.
- Ijaw Youth Congress.
- Congress of Niger Delta Youth.
- National Union of Izon-Ebe Students.
- Sagbama Youth Movement.